# IV. třída okresu Nový Jičín 2003/2004
V soubojích fotbalové IV. třídy okresu Nový Jičín 2003/2004, jedné ze skupin 10. nejvyšší fotbalové soutěže, se utkalo ve dvou skupinách 20 týmů dvoukolovým systémem podzim – jaro. Tento ročník skončil v červnu 2004. Postup do III. třídy okresu Nový Jičín 2004/2005 si zajistily první dva týmy skupiny A TJ Sokol Sedlnice a SK Nová Horka, nikdo sestoupil - jedná se o nejnižší soutěž. 

## Výsledná tabulka - skupina A
| Poř. | Tým                           | Z  | V  | R | P  | VG | OG | B  |
| ---- | ----------------------------- | -- | -- | - | -- | -- | -- | -- |
| 1.   | TJ Sokol Sedlnice             | 20 | 16 | 4 | 0  | 69 | 24 | 52 |
| 2.   | SK Nová Horka                 | 20 | 15 | 3 | 2  | 69 | 33 | 48 |
| 3.   | TJ Petřvald na Moravě „B“     | 20 | 9  | 6 | 5  | 53 | 35 | 33 |
| 4.   | FK Bartošovice                | 20 | 9  | 4 | 7  | 52 | 37 | 31 |
| 5.   | Sokol Bordovice               | 20 | 9  | 4 | 7  | 44 | 32 | 31 |
| 6.   | FK Životice u Nového Jičína   | 20 | 8  | 5 | 7  | 57 | 38 | 29 |
| 7.   | TJ Kunín „B“                  | 20 | 7  | 3 | 10 | 34 | 39 | 24 |
| 8.   | TJ Mošnov                     | 20 | 7  | 2 | 11 | 31 | 44 | 23 |
| 9.   | TJ Sokol Bludovice            | 20 | 7  | 1 | 12 | 37 | 59 | 22 |
| 10.  | TJ Sokol Ženklava             | 20 | 5  | 0 | 15 | 29 | 75 | 15 |
| 11.  | TJ Sokol Bernartice nad Odrou | 20 | 0  | 4 | 16 | 26 | 80 | 4  |

## Výsledná tabulka - skupina B
| Poř. | Tým                             | Z  | V  | R | P  | VG | OG | B  |
| ---- | ------------------------------- | -- | -- | - | -- | -- | -- | -- |
| 1.   | Fotbal Fulnek „C“               | 16 | 12 | 1 | 3  | 43 | 21 | 37 |
| 2.   | FK Tísek „B“                    | 16 | 9  | 4 | 3  | 45 | 28 | 31 |
| 3.   | TJ Spálov                       | 16 | 8  | 3 | 5  | 38 | 25 | 27 |
| 4.   | TJ Sokol Kujavy                 | 16 | 8  | 3 | 5  | 43 | 34 | 27 |
| 5.   | TJ Sokol Bravantice             | 16 | 8  | 3 | 5  | 42 | 31 | 27 |
| 6.   | SK Real Vrchy                   | 16 | 7  | 4 | 5  | 47 | 35 | 25 |
| 7.   | TJ Tatran Mankovice             | 16 | 6  | 2 | 8  | 27 | 33 | 20 |
| 8.   | TJ Rozkvět Heřmanice u Oder „B“ | 16 | 1  | 3 | 12 | 21 | 54 | 6  |
| 9.   | FK Stará Ves                    | 16 | 0  | 3 | 13 | 12 | 57 | 3  |

Poznámky:
- Z = Odehrané zápasy; V = Vítězství; R = Remízy; P = Prohry; VG = Vstřelené góly; OG = Obdržené góly; B = Body; (S) = Mužstvo sestoupivší z vyšší soutěže; (N) = Mužstvo postoupivší z nižší soutěže (nováček)

|  | Postup do III. třídy okresu Nový Jičín 2004/2005 |